# Free!!
Pour les articles homonymes, voir Free.
Free!! est un groupe musical espagnol de makina composé d'Alberto Tapia et de Pedro Miras. Ils sont connus pour être l'un des groupes du genre les plus représentatifs et influents du phénomène « mákina » des années 1990, à cette époque répandue dans les discothèques et boites de nuits espagnoles et catalanes. Leurs compositions les plus célèbres incluent Doctor Beat, This Groove et Kanashimi o Moyashite qui ont atteint les classements musicaux espagnols de 1996 à 1998.

## Discographie
| Date                                                 | Single                                                | Classement | Format             |
| Date                                                 | Single                                                | ESP        | Format             |
| ---------------------------------------------------- | ----------------------------------------------------- | ---------- | ------------------ |
| 1994                                                 | Maximum Volume                                        | —          | Singles uniquement |
| 1995                                                 | Doctor Beat                                           | 2          | Singles uniquement |
| 1996                                                 | This Groove                                           | 2          | Singles uniquement |
| 1998                                                 | Kanashimi o Moyashite                                 | 3          | Singles uniquement |
| 2001                                                 | Herz and Herz (sous Free & DJ Soto presents Piramide) | —          | Singles uniquement |
| 2004                                                 | Lost in Spain (sous SveN-R-G vs. Bass-T feat. Free)   | —          | Singles uniquement |
| « — » montre que le single n'a atteint aucune place. |                                                       |            |                    |